# Diplokeleba floribunda
Diplokeleba floribunda är en kinesträdsväxtart som beskrevs av N. E. Brown. Diplokeleba floribunda ingår i släktet Diplokeleba och familjen kinesträdsväxter. Inga underarter finns listade i Catalogue of Life.